# كينلي دورجي
كينلي دورجي هو لاعب كرة قدم ومدرب كرة قدم بوتاني في مركز الوسط، ولد في 30 أغسطس 1986 في بوتان. شارك مع منتخب بوتان لكرة القدم. أما مع النوادي، فقد لعب مع ترانسبورت يونايتد إف سي ونادي ييدزين.

## وصلات خارجية
- كينلي دورجي على موقع قاعدة بيانات كرة القدم.إي يو (الإنجليزية)
- كينلي دورجي على موقع قاعدة بيانات كرة القدم.إي يو (الإنجليزية)
- كينلي دورجي على موقع ناشيونال فوتبول تيمز (الإنجليزية)
- كينلي دورجي على موقع Soccerway.com (الإنجليزية)